# Stempfferia carcassoni
Stempfferia carcassoni är en fjärilsart som beskrevs av Jackson 1962. Stempfferia carcassoni ingår i släktet Stempfferia och familjen juvelvingar. Inga underarter finns listade i Catalogue of Life.